# Kretzschmaria
Kretzschmaria es un género de hongos en la familia Xylariaceae. El género fue circunscripto por el micólogo sueco Elias Magnus Fries en 1849, contiene unas 30 especies que poseen una amplia distribución.

## Especies
- Kretzschmaria albogrisea
- Kretzschmaria argentinensis
- Kretzschmaria aspinifera
- Kretzschmaria bengalensis
- Kretzschmaria cetrarioides
- Kretzschmaria chardoniana
- Kretzschmaria clavus
- Kretzschmaria colensoi
- Kretzschmaria curvirima
- Kretzschmaria deusta
- Kretzschmaria eriodendri
- Kretzschmaria guyanensis
- Kretzschmaria knysnana
- Kretzschmaria lucidula
- Kretzschmaria macrosperma
- Kretzschmaria megalospora
- Kretzschmaria micropus
- Kretzschmaria milleri
- Kretzschmaria neocaledonica
- Kretzschmaria orientalis
- Kretzschmaria parvistroma
- Kretzschmaria pavimentosa
- Kretzschmaria phoenicis
- Kretzschmaria rehmii
- Kretzschmaria sandvicense
- Kretzschmaria sigmoidirima
- Kretzschmaria tuckeri
- Kretzschmaria varians
- Kretzschmaria verrucosa
- Kretzschmaria zelandica
- Kretzschmaria zonata